# Albizia suluensis
Albizia suluensis é uma espécie vegetal da família Fabaceae.
Apenas pode ser encontrada na África do Sul.
Está ameaçada por perda de habitat.